# Homs
|  | Per a altres significats, vegeu «Homs (desambiguació)». |

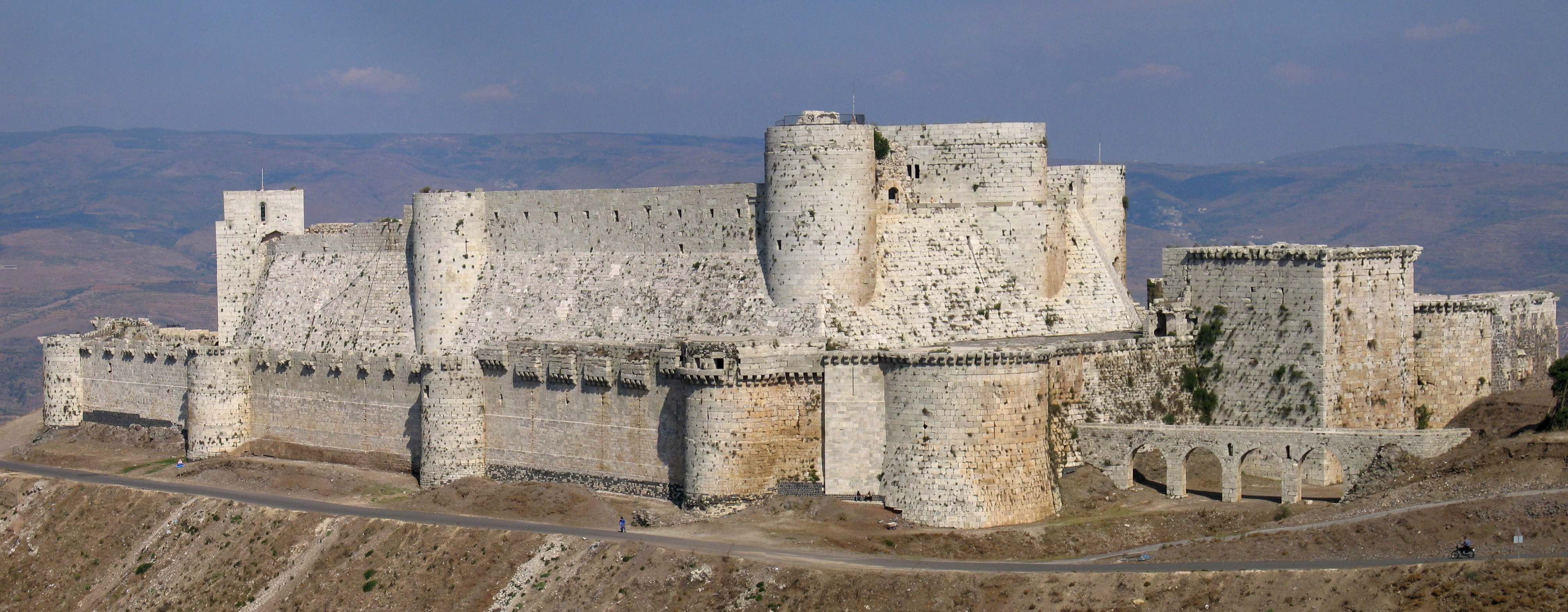
El krak dels Cavallers d'Homs

Homs (en àrab: حمص, Ḥimṣ; en àrab llevantí: Ḥomṣ), a l'antiguitat anomenada Èmesa (grec antic: Ἔμεσα, llatí: Emesa) és una ciutat de Síria a la riba de l'Orontes. És capital de la governació homònima. La seva població és de 823.000 habitants (estimació del 2007).

## Història
Èmesa fou una antiga ciutat de Síria que va pertànyer al Regne de Hamah.
Estava situada a la dreta o orient del riu Orontes.
Va estar sota domini assiri (719 aC-612 aC) i babiloni (612 aC-539 aC) fins que, el 539 aC, fou ocupada pels perses.
El 332 aC va caure sota el poder dels macedonis d'Alexandre el Gran, i després dels seus diàdocs fins que el 301 aC va correspondre a Ptolemeu i, el 298 aC, va passar definitivament als selèucides i formà part del districte d'Apamene.
El 83 aC, va passar a Tigranes II d'Armènia, però el 69 aC va quedar en mans de Roma. La ciutat tenia un temple del sol. Els grans sacerdots de la ciutat, adoradors del déu fenici Gabaal, van assolir de fet el poder local, que van mantenir més de 100 anys (dinastia dels samsigeràmides) i encara va continuar després, però només amb poder espiritual i protocol·lari.
Vers la segona centúria, la dinastia local fou la dels bassiànides, iniciada per Juli Bassianus, la filla del qual, Júlia Domna, es va casar amb Septimi Sever abans de ser emperador, i fou doncs l'avi de Caracal·la i el besavi d'Elagàbal, cosí de Caracal·la. Fou aquest darrer qui li va donar el títol de colònia.
Sever va portar el culte del seu déu a Roma. Va adoptar el seu cosí Alexandre Sever, però més tard va tractar de matar-lo. Finalment, va morir en una revolta dels pretorians i Alexandre Sever va pujar al tron.
Vers el 261, va quedar sota domini de Palmira. A la seva rodalia, Aurelià va derrotar Zenòbia de Palmira el 272 aC i la ciutat pertanyia altre cop als romans el 271. Va romandre en poder de Roma i de l'Imperi Romà d'Orient fins al 628. Fou la capital del districte de la Fenícia libanesa.
Al segle iv, era un centre cristià assentat i Èmesa fou la seu del bisbat de la Fenícia libanesa dependent de l'arquebisbat de Damasc. El 451 va esdevenir arquebisbat. En el segle vi s'hi van instal·lar els Bahra.
El 637 fou evacuada per Heracli. Abu Ubayda ben al-Djarrah i Khalid ben al-Walid es van presentar davant la ciutat, que va demanar l'aman i va pagar un tribut. L'església es va transformar en mesquita. A partir del 638, s'hi van instal·lar tribus iemenites i n'exercí l'hegemonia Banu Kalb. Amb el seu vell nom d'Ḩimş (Homs), fou governada per Said ben Amir durant el califat d'Umar. El 647, Muàwiya va ocupar Ḩimş i Kinnasrin i les va englobar en el govern de Síria dividida en cinc djunds o circumscripcions militars, una de les quals fou Homs, amb la zona al nord amb Kinnasrin i la zona fronterera amb l'Imperi Romà d'Orient (Awasim). En fou nomenat emir ('governador') Shurahbil. El 657, en la batalla de Siffin, els habitants d'Homs es van decantar per Ali.
El 661, sota Yazid ben Muawiya, el districte va perdre la part nord amb Kinnasrin, Mandbij i Halapb (Alep). Mort Yazid, el govern de la ciutat va passar a Numan ben Bashir (mort el 684), però alguns autors donen com a successor el fill de Yazid, Khalid ben Yazid.
El 744, a la mort de Yazid III, Marwan II va intervenir a Síria amb el suport del qaysites, mentre Sulayman ben Hisham tenia el suport dels kalbites. Sulayman fou derrotat el 745 i va fugir a Ḩimş (feu dels Banu Kalb o kalbites) i d'allí a Kufa. Hims va plantar cara a Marwan que, finalment, la va ocupar i va fer destruir les muralles.
El 750, van venir els abbàssides (Abd Allah ben Ali al-Abbasi), que van enderrocar els omeies. El 754, el califa abbàssida va donar Ḩimş, Alep, Kinnasrin a Salih ben Ali ben Abd Allah ben al-Abbas. La ciutat es va revoltar sovint contra els qaysites o Banu Kays, i va patir les represàlies del califat a partir del regne d'Harun ar-Raixid (786-809). La darrera expedició va tenir lloc el 864 i encara els tres governs romanien units.
El 878, va reconèixer l'autoritat de l'emir tulúnida d'Egipte Ahmad ben Tulun. El 883, Ahmad va designar governador Lulu, que va estendre l'autoritat fins al Diyar Mudar (a més d'Alep, Homs i Kinnasrin). La dominació tulúnida va durar fins al 896.
El 903 van aparèixer grups de càrmates. Husayn Shahib al-Shama va entrar a Hims el 903 i l'oració (khutba) es va dir en nom seu. Husayn va ocupar Hamat, Salamiyya i Maarat al-Numan i va arribar a Alep, on va trobar la resistència dels hamdànides.
Més tard, la ciutat, per evitar caure en poder dels ikhxídides de Damasc, va demanar l'ajut dels hamdànides d'Alep, que el 944 van guanyar la batalla de Rastan, a l'Orontes, i Sayf al-Dawla va entrar a Ḩimş. Els hamdànides la van dominar fins al 1016.
A la mort de Sayd, en fou governador Abu Firas (967), destacat poeta, que es va revoltar contra l'emir Sad al-Dawla, però fou derrotat i capturat, i fou executat el 4 d'abril del 968.
El 969, Homs fou ocupada per Nicèfor Focas, que la va incendiar en evacuar-la el 973. La primavera del 975, Joan I Tsimiscés va ocupar gran part de Síria i va percebre tribut per Homs, Damasc, Beirut i Baalbek. A Hims, va ocupar el govern un emir turc, Alp Takin Badjkur, que es va revoltar contra els hamdànides, però no va rebre reforços romans d'Orient i es va haver de retirar. El 978, Badjkur va rebre Homs en feu de l'hamdànida Sad al-Daula.
El setembre del 993, fou altra vegada incendiada pels romans d'Orient durant el seu atac a la ciutat. El 995, fou altra vegada ocupada per Basili II junt amb Alep i Shayzar. Ḩimş fou arrasada i posada sota dependència del dux d'Antioquia. El 999, la vila fou incendiada per ordre de l'emperador.
El 1016, Alep va caure en mans del mirdàsides. El 1026, Salih ben Mirdas, emir dels Banu Kilab dominava a Ḩimş. El 1029, era governada per Shini al-Nasr ben Mirdas.
El 1082, ja apareix en mans d'un emir de nom Khàlaf ibn Mulaib, que reconeixia els fatimites d'Egipte, però en fou expulsat el 1090 per les exaccions comeses, que van arribar a orelles del califa fatimita Malik-Xah. Khàlaf fou capturat i enviat presoner a Esfahan. La ciutat fou donada a Taj-ad-Dawla Tútuix i, el 1094, al seu fill Ridwan, emir d'Alep. El seu atabek, Janah-ad-Dawla Hussayn, es va barallar amb l'emir i va fugir a Homs, on es va fer independent el 1097. Quan van arribar els llatins, es va aliar a Duqaq, emir de Damasc.
El 1098, els croats van assetjar sense èxit la ciutat, governada per Karadja, lloctinent de Janah-ad-Dawla. El maig del 1103, Janah-ad-Dawla va ser assassinat per tres ismaïlites a la mesquita d'Homs. Duqaq de Damasc va aprofitar l'ocasió i es va fer reconèixer davant el perill d'un atac croat. El 1104, es va morir Duqaq i el va succeir Dhàhir-ad-Din Tughtikín, que va confiar a Karaja el govern d'Homs. El 1112, Khayrakhan va succeir al seu pare Karaja.
El 1114, Najm-ad-Din Il Ghazi va presentar-se davant Homs, però fou capturat per Khayrakhan el gener del 1115. El 1118, la ciutat fou ocupada per Zahir al-Din Tughtakin ben Buri Khayrakhan; va haver de reconèixer la seva sobirania, però fou un reconeixement efímer. El 1123, Zahir al-Din va tornar a atacar la ciutat, però fou rebutjat. El 1126, la rodalia de Homs foren assolades pels croats, però el setge va haver de ser aixecat en arribar des d'Alep Izz-ad-Din Massud ibn Ak Sunkur amb un exèrcit. El 1129, Khayrakhan es va posar al servei de Zangi (Zengi), però aquest el va empresonar i va posar setge a Homs. La ciutat, lleial a Khayrakhan, no es volia rendir i Khayrakhan fou torturat a la vista de la ciutat, però ni així va cedir i Zangi es va haver de retirar. Els fills de Khayrakhan foren reconeguts sobirans i Khumartash va exercir-ne la regència.
Al cap d'uns anys va tornar Zangi. Khumartashh va demanar ajut a l'emir de Damasc Shihab al-Din Mahmud, i els fills de Khayrakhan van cedir la ciutat a Damasc el desembre del 1135. Yusuf ben Firuz en fou nomenat governador.
El 1137 Zangi va tornar a atacar. La ciutat fou defensada per Muin al-Din Anar. El 1138 hi va tornar un altre cop. Finalment, Damasc i Mosul (zangides) van fer les paus i l'emir de Damasc es va casar amb una filla de Zangi i aquest es va casar amb Safwar ak-mulk, mare de l'emir de Damasc, que li aportava en dot la ciutat d'Homs. Muin al-Din Anar va rebre el govern de Barin, Lakmah Hisn al-Sharki i, el 1140, a la mort de Zangi, va intentar recuperar Homs i les seves dependències de Rahba (l'Eufrates) i Tadmur.
El 1149, Nur-ad-Din Mahmud va ocupar la ciutat i el 1153 va bloquejar Damasc, que va ocupar poc temps després (25 d'abril de 1154). Llavors, va donar Homs a Mudjir al-Din Abak, l'emir derrotat, que no hi va restar gaire temps.
El 1170 va patir un fort terratrèmol.
El 1164, la ciutat fou donada en ikta (feu) per Nur al-Din a l'emir isfahsalar Asad al-Din Shirkuh, junt amb Rahba i Tadmur, i això fou l'origen de la dinastia asadita. Shirkuh va morir el 1169 i el va succeir el seu fill Nasir al-Din Muhammad, però Nur al-Din no va tardar a prendre-li la ciutat.
El 1175, Salah al-Din al-Ayyub va conquerir Homs i Hamah, que va lliurar el 1179 a son cosí Nur al-Din Muhammad, l'emir asadita. El 1186, Al-Malik al-Mudjahid Asad al-Din Shirkuh va succeir al seu pare com a emir. El 1205, va combatre contra els cavallers hospitalaris de l'Hisn al-Akrad (krak dels Cavallers). El 1207, en les lluites contra els croats, va demanar ajut al príncep aiúbida d'Alep Al-Malik al-Zahir Ghazi. El 1208, el control d'Homs fou assumit per Malik al-Mansur Ibrahim, que va rebutjar els atacs croats.
El 1226, Malik al-Mansur es va declarar a favor d'Al-Malik al-Ashraf d'Alep, per la qual cosa Muazzam Isa de Damasc va atacar la ciutat.
El 1242, Malik al-Mansur va derrotar els corasmis; es va morir el 1244 i el succeí el seu fill Al-Ashraf Musa. El 1248, la ciutat fou ocupada per l'aiúbida d'Alep Al-Malik al-Nasir i va interrompre la dinastia asadita.
El 1260, els mongols es van presentar davant Homs i la van ocupar. La ciutat fou, llavors, tornada a Musa, que va combatre amb Hulagu a Ayn Djalut (setembre del 1260). Després de la derrota, Musa va obtenir l'aman i va poder conservar Homs. Va derrotar un exèrcit mongol vers el 1261, amb ajut d'Hamah. Bàybars I d'Egipte, des del 1261, va vetllar perquè la ciutat estigués en estat de defensa per a un eventual retorn dels mongols. Musa es va morir el 1262 i, amb ell, va acabar la dinastia i, des de llavors, la ciutat fou governada per un delegat d'Hamah o de Damasc.
El 1281, els mongols foren derrotats prop d'Homs per Kalawun. El desembre de 1299, els mamelucs foren derrotats a Homs pel mongol Ghazan, però després va sortir del país.
El 1400, Tamerlà, després d'ocupar Alep i Hamah va entrar a Homs i després va marxar cap a Damasc.
El 1510, la ciutat fou amenaçada per la poderosa tribu beduïna dels Al-Fadl ben Nuayr, però foren rebutjats per Sibau, governador de Damasc.
El 1516, va passar a sobirania otomana i Homs fou un dels cinc liwas dependents de Tarabulus. El 1520, el governador de Damasc Djanbird es va proclamar independent i es va apoderar de Tarabulus, Homs i Hamah. El mukaddam Ibn al-Harfush fou nomenat governador d'Homs, però la revolta no va prosperar i Homs va restar otomana fins al 1831, en què va caure en poder d'aventurers i fou ocupada per Ibrahim Pasha que, fins al 1840, va representar el poder de Muhammad Ali d'Egipte a Síria. El 1840, la ciutat es va revoltar contra els egipcis, però l'aixecament fou reprimit amb sang. Després, va retornar als otomans, que la van mantenir fins al final de la I Guerra mundial.
Després de la guerra, va pertànyer al Regne de Síria, al mandat francès i a la Síria independent, a la qual pertany actualment.

## Persones il·lustres
- Khalid ibn Yazid